# Anne Zagré
Anne Zagré (Ukkel, 13 maart 1990) is een Belgische atlete, die zich heeft toegelegd op de korte hordenummers en de sprint. Daarnaast behaalde zij enkele nationale successen bij het verspringen en het hink-stap-springen. In 2009 werd zij Europees jeugdkampioene op de 100 m horden.

## Biografie

### Reeds als junior succesvol
Vanaf 2005 leverde Zagré prestaties op nationaal niveau en scoorde zij bij Belgische kampioenschappen finaleplaatsen; in 2005 bij de cadetten, sinds 2006 bij de scholieren, in welke categorie zij sindsdien ook enkele indoortitels veroverde. Tot en met 2009 sprokkelde zij bovendien drie juniortitels bijeen en blies zij sinds 2006 tevens haar partijtje mee bij de senioren, met op nationaal niveau tweemaal zilver als resultaat: in 2007 werd zij bij de Belgische indoorkampioenschappen met 5,85 m tweede bij het verspringen, terwijl zij in 2009 achter Eline Berings op de 60 m horden in 8,30 s een tweede zilveren plak voor zich opeiste.
Voor wat betreft haar deelname aan grote internationale toernooien scoorde Anne Zagré in 2007 met een vijfde plaats op de 200 m tijdens de Europese Jeugd Olympische Dagen in Belgrado en veroverde zij dat jaar op de wereldkampioenschappen voor scholieren in Ostrava op de 100 m horden met haar tijd van 13,58 haar eerste eremetaal in de vorm van een bronzen plak. Op de 100 m zonder obstakels werd zij op dit toernooi in de kwartfinale met een vijfde plaats in 12,01 uitgeschakeld.
Een jaar later finishte Zagré op de wereldkampioenschappen voor junioren in Bydgoszcz op de 100 m horden in 13,55 als vijfde.

### Europees jeugdkampioene
Op 13 juni 2009 nam Anne Zagré deel aan de wedstrijden om de Gouden Spike in Leiden, Nederland, waar zij op de 100 m horden derde werd en haar persoonlijk record naar beneden toe bijstelde tot 13,41. Dat dit het nummer is waarop voor haar de grootste kansen op toekomstig succes lijken te zijn weggelegd, bewees ze kort daarna. Allereerst verbeterde zij half juli bij een atletiekmeeting in Luik haar PR naar 13,25. Vervolgens veroverde zij enkele weken later op de Europese jeugdkampioenschappen in het Servische Novi Sad het goud in 13,21, nadat ze een dag eerder al tot een PR-prestatie van 13,18 was gekomen.
Op de Belgische kampioenschappen in Oordegem toonde Zagré vervolgens aan, hoezeer zij in korte tijd is uitgegroeid tot een volwassen atlete, waarmee terdege rekening dient te worden. Op haar specialiteit, de 100 m horden, finishte zij op korte afstand van het vechtende tweetal Eline Berings en Elisabeth Davin in 13,20 op een fraaie derde plaats. Op de 100 m zonder hindernissen verbeterde zij zich tot 11,52 en was alleen rassprintster Olivia Borlée haar in 11,44 te snel af. Het was nog eens een bevestiging van haar plaats in de Belgische delegatie, die werd uitgezonden naar de wereldkampioenschappen in Berlijn. Zagré trad daar op als vierde loopster van het Belgische 4 x 100 m estafetteteam, dat verder bestond uit Olivia Borlee, Hanna Mariën en Élodie Ouédraogo. Hoewel het Belgische viertal in haar serie met 43,99 de beste seizoentijd realiseerde, zat er niet meer in dan een zesde plaats. Hiermee was de ploeg uitgeschakeld voor de finale.

### OS 2012 en WK 2013
In 2012 nam Zagré deel aan de Olympische Spelen in Londen. Op het onderdeel 100 m horden kwam ze tot de halve finale, maar hierin sneuvelde zij met een tijd van 12,94. Een jaar later had zij een vergelijkbare ervaring op de WK in Moskou. Zij het dat ze deze keer in de halve finale werd gediskwalificeerd door het opzettelijk omduwen van een horde, nadat zij zich eerder in haar serie derde was geworden in 12,94.
Anne Zagré is studente, was lid van Racing Club Brussel (RCB), maar stapte later over naar Royal Excelsior Sports Club (RESC).

## Titels

### Internationale kampioenschappen
| Onderdeel    | Titel                       | Jaar |
| ------------ | --------------------------- | ---- |
| 100 m horden | Europees kampioene junioren | 2009 |
| 100 m horden | Francofoon kampioene        | 2013 |
| 4 x 100 m    | Francofoon kampioene        | 2013 |

### Belgische kampioenschappen
Outdoor
| Onderdeel    | Jaar                                                |
| ------------ | --------------------------------------------------- |
| 100 m        | 2012, 2013, 2015                                    |
| 100 m horden | 2012, 2013, 2015, 2016, 2017, 2019 2020, 2021, 2022 |

Indoor
| Onderdeel   | Jaar       |
| ----------- | ---------- |
| 60 m horden | 2021, 2022 |

## Persoonlijke records
Outdoor
| Onderdeel          | Prestatie    | Wind      | Datum             | Plaats  |
| ------------------ | ------------ | --------- | ----------------- | ------- |
| 100 m              | 11,42 s      | + 0,2 m/s | 17 juni 2012      | Brussel |
| 200 m              | 23,25 s      | + 1,1 m/s | 3 augustus 2025   | Brussel |
| 100 m horden       | 12,71 s (NR) | + 1,4 m/s | 18 juli 2015      | Heusden |
| verspringen        | 5,86 m       |           | 14 september 2008 | Herve   |
| hink-stap-springen | 12,08 m      |           | 2006              |         |

Indoor
| Onderdeel   | Prestatie | Datum            | Plaats |
| ----------- | --------- | ---------------- | ------ |
| 60 m        | 7,54 s    | 24 januari 2009  | Gent   |
| 60 m horden | 7,98 s    | 12 februari 2017 | Metz   |

## Palmares

### 100 m
- 2007: 5e in ¼ fin. WK voor jeugd in Ostrava - 12,01 s
- 2008: 4e in reeks WJK in Bydgoszcz - 11,98 s
- 2009:  BK AC - 11,52 s
- 2012:  BK AC - 11,42 s
- 2013:  BK AC - 11,46 s
- 2015:  BK AC - 11,49 s
- 2016:  BK AC - 11,71 s

### 200 m
- 2007: 5e EYOD in Belgrado - 24,40 s (serie 24,29 s)
- 2017:  BK AC - 23,79 s
- 2025:  BK AC - 23,25 s

### 60 m horden
- 2009:  BK indoor AC - 8,30 s
- 2010:  BK indoor AC - 8,26 s
- 2011:  BK indoor AC - 8,21 s
- 2012:  BK indoor AC - 8,11 s
- 2015:  BK indoor AC - 8,03 s
- 2017: DQ in serie EK indoor
- 2021:  BK indoor AC - 8,09 s
- 2021: 4e in ½ fin. EK indoor in Toruń – 8,08 s
- 2022:  BK indoor AC - 8,17 s

### 100 m horden
- 2007:  WK voor jeugd in Ostrava - 13,58 s
- 2008: 5e WK voor junioren in Bydgoszcz - 13,55 s
- 2009:  EJK in Novi Sad - 13,21 s
- 2009:  BK AC - 13,20 s
- 2010:  BK AC - 13,23 s
- 2010: 4e reeks EK - 13,31 s
- 2011: 7e reeks WK - 13,47 s
- 2012:  BK AC - 12,92 s
- 2012: 5e EK - 13,02 s
- 2012: 6e ½ fin. OS - 12,94 s
- 2013:  BK AC - 12,85 s
- 2013: DQ in ½ fin. WK (in serie 12,94 s)
- 2013:  Jeux de la Francophonie in Nice - 13,41 s
- 2014:  BK AC - 12,91 s
- 2014: 4e EK - 12,89 s
- 2015:  Nacht van de Atletiek - 12,71 s (NR)
- 2015:  BK AC - 12,87 s
- 2015: 3e ½ fin. WK - 12,88 s
- 2016:  BK AC - 12,93 s
- 2016: 5e EK - 12,97 s
- 2016: DQ in ½ fin. OS (in serie 12,85 s)
- 2017:  BK AC - 13,22 s
- 2018:  BK AC - 13,15 s
- 2019:  BK AC - 13,10 s
- 2019: DQ in ½ fin. WK (in serie 12,91 s)
- 2020:  BK AC - 13,07 s
- 2021:  BK AC - 12,94 s
- 2022:  BK AC - 13,22 s
- 2023:  BK AC - 13,13 s

Diamond League-resultaten
- 2013: 7e Memorial Van Damme - 12,88 s
- 2014:  Memorial Van Damme - 12,84 s
- 2021: 6e Memorial Van Damme - 12,96 s (+0,7 m/s)

### verspringen
- 2007:  BK AC Indoor - 5,85 m

### hink-stap-springen
- 2007:  BK AC Indoor - 11,84 m

### 4 x 100 m
- 2009: 6e in serie WK in Berlijn - 43,99 s
- 2013:  Jeux de la Francophonie in Nice - 44,70 s

Diamond League-resultaten
- 2025: 8e Athletissima - 44,74 s